# Aurora Dybedokken
Aurora Dybedokken (ur. 8 października 1995) – norweska lekkoatletka specjalizująca się w biegach średniodystansowych. 
W 2013 zdobyła brązowy medal w biegu na 1500 metrów podczas mistrzostw Europy juniorów w Rieti. Medalistka mistrzostw Norwegii.

## Osiągnięcia
| Rok  | Impreza                     | Miejsce | Konkurencja         | Pozycja    | Wynik   |
| ---- | --------------------------- | ------- | ------------------- | ---------- | ------- |
| 2013 | Mistrzostwa Europy juniorów | Rieti   | bieg na 1500 metrów | 3. miejsce | 4:21,27 |

## Rekordy życiowe
- Bieg na 800 metrów – 2:08,79 (2013)
- Bieg na 1500 metrów – 4:19,22 (2016)